# الفضيلية
الفضيلية هي أحد احياء بغداد تأسست مطلع الستينات من القرن الماضي بعد ترحيل سكان العشوائيات من قلب العاصمة بغداد وتحديداً قرب ملعب الشعب ومديرية المرور حيث تم ترحيلهم وفق اوامر صدرت من رئيس الوزراء عبد الكريم قاسم انذاك. بعد 9 نيسان 2003 تم تخطيطها من شارع واحد وكان يوجد فيها الجمعية الفلاحية ومعمل للحليب ، وتقع هذه المنطقة في القسم الجنوبي الشرقي من بغداد في الرصافة كانت هذه المنطقة زراعية وتم تطويبها وتحويلها إلى منطقة سكنية على الرغم من ان هذه المنطقة يبلغ تعدادها 190 الف نسمة الا انها تعاني من نقص في الخدمات.

## سجن الفضيلية
هو سجن كان يوجد في الفضيلية تم تاسيسه من قبل طاهر يحيى ومن المفارقات ان طاهر يحيى تم سجنه هنا بعدانقلاب 17 اذار عام 1968، وكان الرئيس صدام حسين من ضمن السجناء في الستينيات من القرن الماضي وكان أحمد الفالي من ضمن السجناء.
وعند تسلم حزب البعث زمام السلطة في العراق وبامر من الرئيس العراقي صدام حسين وفي العام 1980/4/4 تم تهجير العديد من العوائل بعد مصادرة الجنسية العراقية وشهاداتهم واعتقال البعض منهم في سجن الفضيلية وتم اعتبار الغرض من هذا التهجير هو التحضير الحرب العراقية الإيرانية والسجن الآن مهدم بالكامل تم تهديمه عام 2007 من قبل مليشيا جيش الامام المهدي. [بحاجة لمصدر].

## مناطق الفضيلية
- الحي المهني (دور الخمسين) تم تخطيط هذه المنطقة في العام 1978 لموظفين الدولة من ضباط وموظفين وزارة التربية وغيرهم.
- الدواسر تم تاسيسها في العام 1975 وتم تسمية المنطقة في الماضي لم يكن التلفاز منتشرا فكان يوجد بشكل قليل وكان في شارع الدواسر يوجد تلفاز واحد ويعرض علية مسلسل الدواسر فتم تسمية المنطقة على اسم المسلسل.

شارع الجامع وشارع ستين وشارع المدارس ومن أقدم اجزائها القسم الواقع خلف معمل الالبان والبيطرة (المركز الصحي الحيواني) حتى السدة نهاية شارع ستين وإلى اليمين حتى نهر ديالى ومن الجهة اليسار حتى جامع الامام علي.